# Ernst Meumann (Mediziner)
Ernst Meumann (geboren 25. November 1900 in Köln; gestorben 25. September 1965 in Moringen) war ein deutscher Psychiater und als Anstaltsleiter beteiligt an den Krankenmorden in der Zeit des Nationalsozialismus.

## Leben
Nach seiner medizinischen Ausbildung trat Meumann zum 1. Mai 1933 der NSDAP bei (Mitgliedsnummer 3.516.287) und wurde Mitglied der SA. Als Sanitätssturmführer wirkte er ab 1939 erst in der Anstalt Lauenburg und ab 1940 als Direktor der Anstalt in Königslutter, wo er sich im Rahmen der T4-Aktion an den NS-Krankenmorden beteiligte. 1941 wirkte er zusätzlich als Staatskommissar der Anstalten in Neuerkerode.
In der Nachkriegszeit leitete Meumann von 1954 bis 1960 als Direktor das Landesfürsorgeheim Moringen, das aus dem ehemaligen Jugend-KZ Moringen hervorgegangen war.